# Elaver grandivulva
Elaver grandivulva är en spindelart som först beskrevs av Cândido Firmino de Mello-Leitão 1930.  
Elaver grandivulva ingår i släktet Elaver och familjen säckspindlar. Inga underarter finns listade i Catalogue of Life.